# لاهور (فیلم)
لاهور (به انگلیسی: Lahore) فیلمی هندی محصول سال ۲۰۱۰ و به کارگردانی سانجای پوران سینگ چاهان است. در این فیلم بازیگرانی همچون آناهد، شرادها داس، فاروغ شیخ، نفیسه علی، سابیاسچی چاکرابارتی، سوشانت سینگ، موکش ریشی، کلی دروجی، سراب شوکلا و اشیش ویدیارتی ایفای نقش کرده‌اند.